# Фиброцемент
Фиброцеме́нт (от лат. fibro — «волокно» и caementum — «битый камень») — строительный материал, состоящий из цемента, армирующих волокон и минеральных наполнителей. Отличается прочностью и гибкостью. Применяется для изготовления стеновых панелей, перегородок и облицовочных плит, используемых в строительстве, отделке и сооружении кровли. Ограничений по использованию не имеет.

## История
Впервые армированный продукт на основе цемента был получен в конце XIX-го века австрийцем Людвигом Гачеком из обычного производимого тогда асбестового материала. Сфера строительства остро нуждалась в материале, который бы не был таким горючим как стройматериалы того времени. На принадлежавшей Гачеку «Первой Австро-венгерской асбестовой фабрике» он в течение семи лет проводил эксперименты, пытаясь получить новый строительный материал, который бы обладал огнеупорными свойствами. В результате ему удалось создать фиброцемент, который получился устойчивым к огню, жаре и морозу, прочным и износостойким, а асбестовые волокна наделили его способностью выдерживать высокое сопротивление на разрыв. Кроме того, себестоимость производства фиброцемента оказалась достаточно низкой. Людвиг Гачек открыл производство кровельных плит из нового материала — несравнимо более легких, прочных и долговечных, чем традиционная для тех лет черепица.
В России о фиброцементе узнали в дореволюционные годы. В 1908 году в Брянске был открыт завод «Терро-фазерит», производивший фиброцемент по асбестовой технологии.
Изобретение Гачека приобрело огромную популярность и находило широкое применение вплоть до 1976 года, пока некоторые ученые не стали утверждать, что тончайшая асбестовая пыль пагубно влияет на человеческое здоровье, вызывая онкологические заболевания. И хотя чётких доказательств этому так и не было представлено, использование асбеста в Европе стали избегать, а спустя 5 лет производство фиброцемента по асбестовой технологии в Германии прекратилось. Ассоциация торговли асбестоцементом на добровольной основе подписала соглашение о прекращении его производства.
Полностью отказываться от фиброцемента производители не собирались и поиск замены асбестовому волокну продолжались. В процессе исследования более двухсот видов волокон и их смесей были найдены материалы для замены асбеста, такие как целлюлозные, арамидные, базальтовые и прочие волокна, которые могут быть использованы в качестве армирующих волокон. Эти безопасные для здоровья волокна служат прекрасной заменой асбесту, не изменяя характеристик фиброцемента — ни технических, ни химических. Серийное производство материала в Европе возобновилось уже с использованием новых армирующих волокон

## Фиброцемент с волокном целлюлозы

### Состав
Такой фиброцементный материал состоит из цемента, армирующих волокон целлюлозы и минеральных наполнителей. Цемент обеспечивает изделиям прочность и устойчивость к влаге. Минеральные наполнители добавляют фиброцементным плитам определённой внутренней пластичности. Волокна целлюлозы, хаотично расположенные внутри наполнителя, добавляют плитам жесткости на изгиб, сокращают линейное расширение под воздействием температур и играют роль внутренней армировки материала.

### Производство
Для того, чтобы фиброцементные плиты приобретали высокую прочность, при их производстве используются автоклавирование и прессование. Давление прессования на материал составляет порядка 650 Н/см². По окончании прессования плиты в течение 6-8-часов проходят стадию предварительного твердения, а затем материал помещается в автоклавы, где высокие температуры и давление (температура 175° и давление 10атм) пара обеспечивают его окончательное отвердение. Благодаря такой технологии производства фиброцементные плиты имеют однородную структуру, обеспечивающую их высокую стойкость против механических и иных повреждений.
Стройматериалы из фиброцемента с применением целлюлозы не имеет ограничений в использовании и со стороны Международной организации труда. Для плит из волокнистого цемента типа NT (технология без применения асбеста) действует Европейский стандарт DIN EN 12467.

### Достоинства
Современный фиброцемент — экологически чистый материал. В состав фиброцементных плит не входят компоненты, отрицательно действующие на здоровье человека.
Фиброцементные материалы не подвержены коррозии, гниению, возникновению на них грибка. Устойчивы к прямому воздействию солнечных лучей (ультрафиолетовому излучению). Благодаря своей внутренней структуре фиброцементные плиты являются хорошим теплоизолятором и сокращают потребление энергии на отопление облицованных строений. Слой фиброцементного материала также обладает дополнительными шумоизоляционными свойствами. Немаловажным достоинством материалов из фиброцемента является относительно невысокая себестоимость их производства, дающая в результате доступную конечную цену.

## Применение фиброцемента в строительстве
Фиброцементные плиты используются в сфере гражданского, военного и промышленного строительства, в архитектуре, производстве мебели, внутреннем ремонте помещений. Сфера применения этого материала постоянно расширяется — в настоящее время его используют не только строители и архитекторы, но дизайнеры, скульпторы, художники.
Плиты из фиброцемента разной толщины и широкого размерного ряда (крупногабаритные и малогабаритные), с ламинированной либо текстурированной поверхностью применяются в качестве отделочных и декорирующих покрытий для отделки внутренних помещений, в том числе, с повышенной влажностью (ванные, бассейны) и наибольшей пожароопасностью (сауны). Этот экологически чистый материал, за счет микропористой поверхности поддерживающий миграцию водяных паров — способностью «дышать» — разрешено применять для отделки наружных и внутренних стен зданий в лечебно-профилактических, фармацевтических учреждениях, объектах просвещения и культурно-бытового назначения (ГН 2.1.6.1338-03).
Наиболее распространенным использованием фиброцементных плит в строительстве является навесные вентилируемые фасады. Такие фасады состоят из двух основных элементов: системы металлических профилей и декоративных фасадных панелей из фиброцемента, которые могут использоваться в комплексе с утеплителем и без него в зависимости от инженерно-архитектурных элементов строительства.
Фиброцементные плиты — это материал, не имеющий ограничений ни по региональным архитектурным тенденциям, ни по особенностям типов зданий. Материал имеет современный внешний вид, разнообразие цветов и фактур предоставляет полную свободу применения во внешней и внутренней отделке.
Одной из разновидностей фиброцементных изделий является фиброцементный сайдинг. Сайдинг — это широко распространенное английское название горизонтальной монтируемой в нахлест обшивочной доски для наружной отделки зданий. Сайдинг из фиброцемента является одним из наиболее долговечных решений для сайдинга. Текстура фиброцементного сайдинга бывает с гладкой поверхностью и рельефной структурой.
Фиброцементные плиты используются в качестве облицовки в фасадных системах, в частности, в вентилируемых фасадах.